# Кассиопея Стеллера
Кассиопе́я Сте́ллера (лат. Cassiope stelleriana) — вид растений рода Кассиопея (Cassiope) семейства Вересковые (Ericaceae). Часто рассматривается как представитель олиготипного рода Гарриманелла — Harrimanella stelleriana (Гарриманелла Стеллера).

## Название
Вид назван в честь известного российского натуралиста немецкого происхождения Георга Вильгельма Стеллера.

## Ботаническое описание
Маленький кустарничек с тонкими ветвями, густо облиственными только в более молодой части и, особенно, па приподнимающихся или вертикально направленных ветках, длина которых около 5 см. Листья почти горизонтально распростёртые, линейные пли продолговатые, на верхушках слегка приостренные, по краям несколько выгрызенные, с нижней стороны не резко килевидные, сверху плоские, до 3 мм длиной.
Цветоножки очень короткие, верхушечные, при плодах несколько удлиняются, но и тогда торчат прямо вверх как прямое продолжение несущей их ветки. Цветки пятичленные; доли чашечки свободные, красноватые с белой оторочкой; венчик бледно-розовый или белый, колокольчатый, 6 мм длиной, со сходящимися кверху, но почти свободными лепестками. Тычинки короче завязи, столбик конически утолщенный. Коробочка шаровидная, 4—5 мм длиной.

## Ареал
Камчатка, Курилы, Япония, США (Алеутские о-ва, тундровые зоны от Аляски на юг до Орегона).

## Таксономия
Cassiope stelleriana (Pall.) DC., 1839, Prodr. 7: 611.
Вид кассиопея Стеллера относится к роду Кассиопея (Cassiope) посемейства Кассиопейные (Cassiopoideae) семейства Вересковые (Ericaceae) порядка Верескоцветные (Ericales).

### Синонимы
Гомотипные синонимы:
- Andromeda stelleriana Pall., 1789basionym
- Bryanthus stelleriana (Pall.) D.Don, 1834
- Erica stelleriana (Pall.) Willd., 1799
- Harrimanella stelleriana (Pall.) Coville, 1901
- Menziesia stelleriana (Pall.) Fisch. ex Hook., 1834